# Kearnemalvastrum lacteum
Kearnemalvastrum lacteum är en malvaväxtart som först beskrevs av William Aiton, och fick sitt nu gällande namn av D. M. Bates. Kearnemalvastrum lacteum ingår i släktet Kearnemalvastrum och familjen malvaväxter. Inga underarter finns listade i Catalogue of Life.